# Кеннет Кері
Кеннет Кері (англ. Kenneth Carey, 7 серпня 1893 — 4 січня 1981) — американський яхтсмен.
Олімпійський чемпіон 1932 року в класі 8 метрів.